# Ugo Agostoni
Ugo Agostoni, född den 27 juli 1893 i Lissone, död den 26 september 1941 i Desio, var en italiensk professionell landsvägscyklist som är mest känd för sin seger i Milano-Sanremo 1914. Han vann även Giro dell'Emilia 1912 och en etapp i Giro d'Italia 1920.
1946 instiftades loppet Coppa Agostoni, med start och mål i födelsestaden Lissone, till hans minne.

## Meriter
1911
2:a Italienska mästerskapen
3:a Rom-Neapel-Rom
Vinnare etapp 1
3:a Coppa Savona
1912
Vinnare Giro dell'Emilia
5:a Giro di Lombardia
1913
Italienskt timrekord (40,53 km)
1914
Vinnare Milano-Sanremo
2:a Rom-Neapel-Rom
9:a Giro di Lombardia
1918
3:a Milano-Sanremo
1919
2:a Milano-Modena
3:a Italienska mästerskapen
4:a Giro di Lombardia
1920
Vinnare etapp 8 i Giro d'Italia
8:a Milano-Sanremo
9:a Giro di Lombardia
1921
3:a Milano-Modena
5:a Milano-Sanremo
1922
2:a Milano-Modena
3:a Giro dell'Emilia
7:a Milano-Sanremo